# نیل‌شهر
نیل‌شهر شهری در بخش بوژگان شهرستان تربت جام استان خراسان رضوی ایران است.
این شهر در ۱۱ مرداد ۱۳۸۴ با ارتقاء روستای نیل‌آباد مرکز بخش بوژگان از توابع شهرستان تربت جام تشکیل شد.
برپایی شرکت سهامی زراعی نیل‌آباد تربت جام تأثیر مثبتی بر اقتصاد این شهر داشته‌است. این شهر در دامنه‌های شرقی رشته‌کوه کوهسرخ قرار دارد.

## نیل‌آباد قدیم
لغتنامهٔ دهخدا به نقل از جلد نهم فرهنگ جغرافیائی ایران می‌نویسد: نیل‌آباد دهی است از دهستان بابکن بخش تربت جام، شهرستان مشهد، در ۲۵ هزار گزی جنوب شرقی تربت جام و در جلگه گرمسیری واقع است و ۲۸۶ تن سکنه دارد آبش از قنات، محصولش غلات، پنبه، زیره سبز و شغل اهالی زراعت و مالداری است.

## جمعیت
بر پایه سرشماری عمومی نفوس و مسکن در سال ۱۳۹۵ جمعیت این شهر ۷٬۳۷۱ نفر (در ۱٬۹۱۶ خانوار) بوده‌است.